# Brand Highway
Der Brand Highway ist eine Fernstraße im Westen des australischen Bundesstaates Western Australia. Er verbindet den Great Northern Highway bei Muchea mit dem North West Coastal Highway in Geraldton.
Er ist die wichtigste Fernstraße in Western Australia und bildet zusammen mit dem North West Coastal Highway einen Großteil der Verbindung der Westküste Australiens mit dem Northern Territory. Der Highway ist ein Teil des National Highway 1.

## Geschichte
Der Brand Highway wurde 1975 fertiggestellt und 1976 von Premierminister Charles Court eröffnet, der ihn zu Ehren des früheren Premierministers Sir David Brand Brand Highway nannte.

## Verlauf

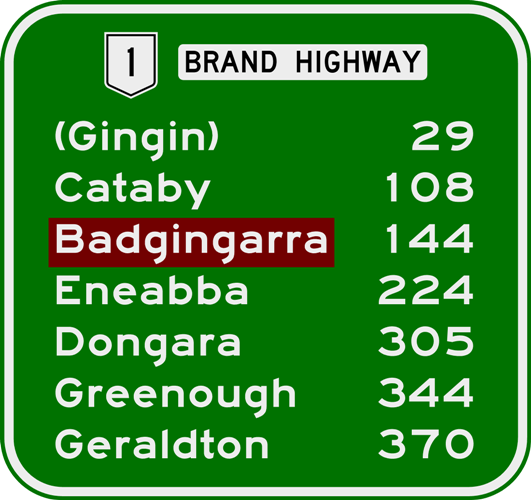
Entfernungen am Brand Highway vom Abzweig vom Great Northern Highway aus

Der Highway verläuft durch vor allem landwirtschaftlich genutzte Gebiete. Zu den Besonderheiten des Highways zählen die einzigartigen Wildblumen, z. B. Australian Christmas Tree, Kangaroo Paw und Grasbäume. Außerdem gibt es viele staatliche Naturschutzgebiete und Nationalparks. Dongara, Jurien Bay und Cervantes sind die beliebtesten, am Highway gelegenen Ausflugsziele. Auf dem Weg befinden sich etliche Rasthäuser.
Östlich von Muchea, ca. 40 km nördlich von Perth in der nördlichen Darling Scarp, zweigt der Brand Highway von Great Northern Highway (N95 / R1) ab und führt Richtung Nord-Nordwesten parallel zur Küste. Beim Cliff Head erreicht er die Küste und begleitet sie die letzten 97 km bis zur Hafenstadt Geraldton, wo er die Geraldton-Mount Magnet Road (S123) aufnimmt und in den North West Coastal Highway (R1) übergeht.